# Großsteingräber bei Strothe
Die Großsteingräber bei Strothe waren drei megalithische Grabanlagen der jungsteinzeitlichen Trichterbecherkultur bei Strothe, einem Ortsteil von Himbergen im Landkreis Uelzen (Niedersachsen). Sie wurden im 19. Jahrhundert zerstört. Die Gräber wurden in den 1840er Jahren durch Georg Otto Carl von Estorff dokumentiert, aber nur eines wurde von ihm näher beschrieben; es trägt die Sprockhoff-Nr. 770.

## Lage

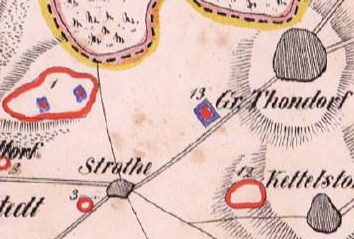
Lage der Gräber nach von Estorff (Nr. 1 und 13)

Grab 1 lag nordöstlich von Strothe, an der Westseite des Weges nach Groß Thondorf und gehörte vielleicht schon zu dieser Feldmark. Die Gräber 2 und 3 lagen nordwestlich von Strothe inmitten einer Gruppe von Grabhügeln.
In der näheren Umgebung gab es ursprünglich zahlreiche weitere Gräber: östlich die Großsteingräber bei Groß Thondorf, von denen heute nur noch eines existiert und die noch erhaltenen Großsteingräber bei Kettelstorf sowie südlich die Großsteingräber bei Römstedt und westlich die Großsteingräber bei Drögennottorf und die Großsteingräber bei Niendorf I, die alle im 19. Jahrhundert zerstört wurden.

## Beschreibung

### Grab 1

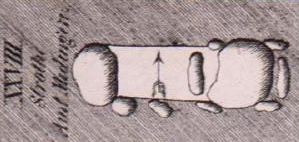
Grundriss von Grab 1 nach von Estorff

Die Anlage besaß eine ost-westlich orientierte Grabkammer mit einer Länge von etwa 4,5 m und einer Breite von 1,5 m.  Sie war vermutlich vierjochig. Bei von Estorffs Untersuchung waren an der südlichen Langseite noch alle vier Wandsteine, an der nördlichen hingegen nur die beiden östlichen und außerdem der Abschlussstein an der östlichen Schmalseite zu erkennen. Da auf der Grundrisszeichnung alle Wandsteine sehr schmal gezeichnet sind, vermutete Ernst Sprockhoff, dass sie sehr tief in der Erde steckten und nur mit den Kuppen herausragten. Die restlichen Wandsteine könnten also noch vorhanden gewesen sein und steckten lediglich vollständig unter der Erde. Von den Decksteinen waren noch drei erhalten, davon lag der westliche in situ und verdeckte wahrscheinlich den westlichen Abschlussstein. Der östliche Deckstein war etwas nach Westen verschoben, ein weiterer war ins Innere der Kammer gestürzt. Der genaue Grabtyp lässt sich nicht sicher bestimmen. Aufgrund der Größe der Kammer muss es sich allerdings um einen Großdolmen oder ein Ganggrab gehandelt haben.

### Gräber 2 und 3
Obwohl die beiden Gräber bei von Estorffs Aufnahme noch erhalten waren, liegen über Ausrichtung, Maße und Grabtyp keine Informationen vor. Aus den Kartensignaturen geht lediglich hervor, dass sie rechteckige Hünenbetten besessen hatten.